# 1914-es francia nagydíj
Az 1914-es francia nagydíj egy Grand Prix verseny volt, melyet 1914. július 4-én rendeztek meg Lyonban. Ez volt az első verseny, amelyen lekorlátozták a motorok teljesítményét. A versenyt a szarajevói merénylet miatt eléggé feszült politikai körülmények között rendezték meg. A verseny győztese Christian Lautenschlager volt, aki egy 7 óra hosszúságúra nyúlt küzdelmet követően ért célba. Lautenschlager a győzelmét követően 25 000 francia frankban részesült. az első világháború kitörése miatt, ez volt az utolsó verseny, amelyet Európában tartottak meg, egészen 1919-ig.

## Nevezési lista
| Csapat                        | Autó               | Motorméret   | Rajtszám | Versenyző                            |
| ----------------------------- | ------------------ | ------------ | -------- | ------------------------------------ |
| Fernand Charron               | Alda               | 4.4L S4      | 1        | Szisz Ferenc                         |
| Fernand Charron               | Alda               | 4.4L S4      | 15       | Pietro Bordino                       |
| Fernand Charron               | Alda               | 4.4L S4      | 29       | Maurice Tabuteau                     |
| Fritz von Opel                | Opel               | 4.44L S4     | 2        | Carl Jörns                           |
| Fritz von Opel                | Opel               | 4.44L S4     | 16       | Emile Erndtmann                      |
| Fritz von Opel                | Opel               | 4.44L S4     | 30       | Franz Breckheimer                    |
| Nagant                        | Nagant             | 4.44L S4     | 3        | Leon Elskamp                         |
| Nagant                        | Nagant             | 4.44L S4     | 17       | Dragutin Esser                       |
| Vauxhall Motors               | Vauxhall           | 4.49L S4     | 4        | John Hancock                         |
| Vauxhall Motors               | Vauxhall           | 4.49L S4     | 18       | Ralph DePalma                        |
| Vauxhall Motors               | Vauxhall           | 4.49L S4     | 31       | William Watson                       |
| Automobiles et Cycles Peugeot | Peugeot EX-5       | 4.49L S4     | 5        | Georges Boillot                      |
| Automobiles et Cycles Peugeot | Peugeot EX-5       | 4.49L S4     | 19       | Jules Goux                           |
| Automobiles et Cycles Peugeot | Peugeot EX-5       | 4.49L S4     | 32       | Victor Rigal                         |
| Automobiles Theo Schneider    | Theo Schneider     | 4.4L S4      | 6        | René Champoiseau                     |
| Automobiles Theo Schneider    | Theo Schneider     | 4.4L S4      | 20       | Fernand Gabriel                      |
| Automobiles Theo Schneider    | Theo Schneider     | 4.4L S4      | 33       | . Juvanon                            |
| Caesar Scacchi                |                    |              | 7        | - Nem indult                         |
| Caesar Scacchi                | 21                 | - Nem indult |          |                                      |
| Automobili Nazzaro            | Nazzaro            | 4.44L S4     | 8        | Felice Nazzaro                       |
| Automobili Nazzaro            | Nazzaro            | 4.44L S4     | 22       | } Jean Porporato                     |
| Automobili Nazzaro            | Nazzaro            | 4.44L S4     | 34       | . De Moraes ("Cenesio")              |
| Automobiles Delage            | Delage Type S      | 4.44L S4     | 9        | Paul Bablot                          |
| Automobiles Delage            | Delage Type S      | 4.44L S4     | 23       | Albert Guyot                         |
| Automobiles Delage            | Delage Type S      | 4.44L S4     | 35       | Arthur Duray                         |
| Sunbeam Motor Co              | Sunbeam            | 4.44L S4     | 10       | Jean Chassagne                       |
| Sunbeam Motor Co              | Sunbeam            | 4.44L S4     | 24       | Dario Resta                          |
| Sunbeam Motor Co              | Sunbeam            | 4.44L S4     | 36       | Kenelm Lee Guinness                  |
| Piccard-Pictet et Cie         | Pic-Pic            | 4.43L S4     | 11       | Paul Tournier                        |
| Piccard-Pictet et Cie         | Pic-Pic            | 4.43L S4     | 25       | Thomas Clarke                        |
| Aquila Italiana               | Aquila             | 4.49L S4     | 12       | Eugenio Beria d'Argentine Nem indult |
| Aquila Italiana               | Aquila             | 4.49L S4     | 26       | Bartolomeo Costantini                |
| Aquila Italiana               | Aquila             | 4.49L S4     | 37       | - Nem indult                         |
| Fiat                          | FIAT S57/14B       | 4.49L S4     | 13       | Alessandro Cagno                     |
| Fiat                          | FIAT S57/14B       | 4.49L S4     | 27       | Antonio Fagnano                      |
| Fiat                          | FIAT S57/14B       | 4.49L S4     | 38       | John Scales                          |
| Daimler Motoren Gesellschaft  | Mercedes 18/100 GP | 4.48L S4     | 14       | Max Sailer                           |
| Daimler Motoren Gesellschaft  | Mercedes 18/100 GP | 4.48L S4     | 28       | Christian Lautenschlager             |
| Daimler Motoren Gesellschaft  | Mercedes 18/100 GP | 4.48L S4     | 39       | Otto Salzer                          |
| Daimler Motoren Gesellschaft  | Mercedes 18/100 GP | 4.48L S4     | 40       | Louis Wagner                         |
| Daimler Motoren Gesellschaft  | Mercedes 18/100 GP | 4.48L S4     | 41       | Theodore Pilette                     |
| Források:                     |                    |              |          |                                      |

## Végeredmény
| Poz.          | #  | Versenyző                | Autó               | Körök | Idő/Kiesés      |
| ------------- | -- | ------------------------ | ------------------ | ----- | --------------- |
| 1             | 28 | Christian Lautenschlager | Mercedes 18/100 GP | 20    | 7:08:18.4       |
| 2             | 40 | Louis Wagner             | Mercedes 18/100 GP | 20    | 7:09:54.2       |
| 3             | 39 | Otto Salzer              | Mercedes 18/100 GP | 20    | 7:13:15.8       |
| 4             | 19 | Jules Goux               | Peugeot L45        | 20    | 7:17:47.2       |
| 5             | 24 | Dario Resta              | Sunbeam GP         | 20    | 7:28:17.4       |
| 6             | 17 | Dragutin Esser           | Nagant             | 20    | 7:40.28.2       |
| 7             | 32 | Victor Rigal             | Peugeot L45        | 20    | 7:44.28.2       |
| 8             | 35 | Arthur Duray             | Delage Type S      | 20    | 7:51.32.0       |
| 9             | 6  | René Champoiseau         | Th. Schneider      | 20    | 8:06.51.6       |
| 10            | 2  | Carl Jörns               | Opel               | 20    | 8:17.09.6       |
| 11            | 27 | Antonio Fagnano          | FIAT S57/14B       | 20    | 8:26.11.2       |
| Ki            | 5  | Georges Boillot          | Peugeot L45        | 19    | Motor           |
| Ki            | 11 | Paul Tournier            | Pic-Pic            | 18    | Baleset         |
| Ki            | 22 | Jean Porporato           | Nazzaro            | 18    | Motor           |
| Ki            | 3  | Leon Elskamp             | Nagant             | 18    | Kuplung         |
| Ki            | 23 | Albert Guyot             | Delage Type S      | 18    | Motor           |
| Ki            | 9  | Paul Bablot              | Delage Type S      | 16    | Motor           |
| Ki            | 16 | Emile Erndtmann          | Opel               | 12    | Átvitel         |
| Ki            | 30 | Franz Breckheimer        | Opel               | 12    |                 |
| Ki            | 10 | Jean Chassagne           | Sunbeam GP         | 12    | Motor           |
| Ki            | 1  | Szisz Ferenc             | Alda               | 11    | vezetői sérülés |
| Ki            | 15 | Pietro Bordino           | Alda               | 10    |                 |
| Ki            | 13 | Alessandro Cagno         | FIAT S57/14B       | 10    | Cső             |
| Ki            | 36 | Kenelm Lee Guinness      | Sunbeam GP         | 9     | Motor           |
| Ki            | 25 | Thomas Clarke            | Pic-Pic            | 8     | Kerék           |
| Ki            | 33 | Henri Juvanon            | Th. Schneider      | 8     | Motor           |
| Ki            | 34 | . De Moraes ("Cenesio")  | Nazzaro            | 8     | Motor           |
| Ki            | 20 | Fernand Gabriel          | Th. Schneider      | 8     | Motor           |
| Ki            | 18 | Ralph DePalma            | Vauxhall           | 7     | Váltó           |
| Ki            | 29 | Maurice Tabuteau         | Alda               | 7     | Baleset         |
| Ki            | 38 | John Scales              | FIAT S57/14B       | 7     | Motorcső        |
| Ki            | 14 | Max Sailer               | Mercedes 18/100 GP | 5     | Motor           |
| Ki            | 8  | Felice Nazzaro           | Nazzaro            | 3     | Motor           |
| Ki            | 41 | Theodore Pilette         | Mercedes 18/100 GP | 3     | Propellernyél   |
| Ki            | 31 | William Watson           | Vauxhall           | 2     | Motor           |
| Ki            | 26 | Bartolomeo Costantini    | Aquila Italiana    | 1     | Motor           |
| Ki            | 4  | John Hancock             | Vauxhall           | 1     | Motor           |
| Eredménylista |    |                          |                    |       |                 |